# Saugarten

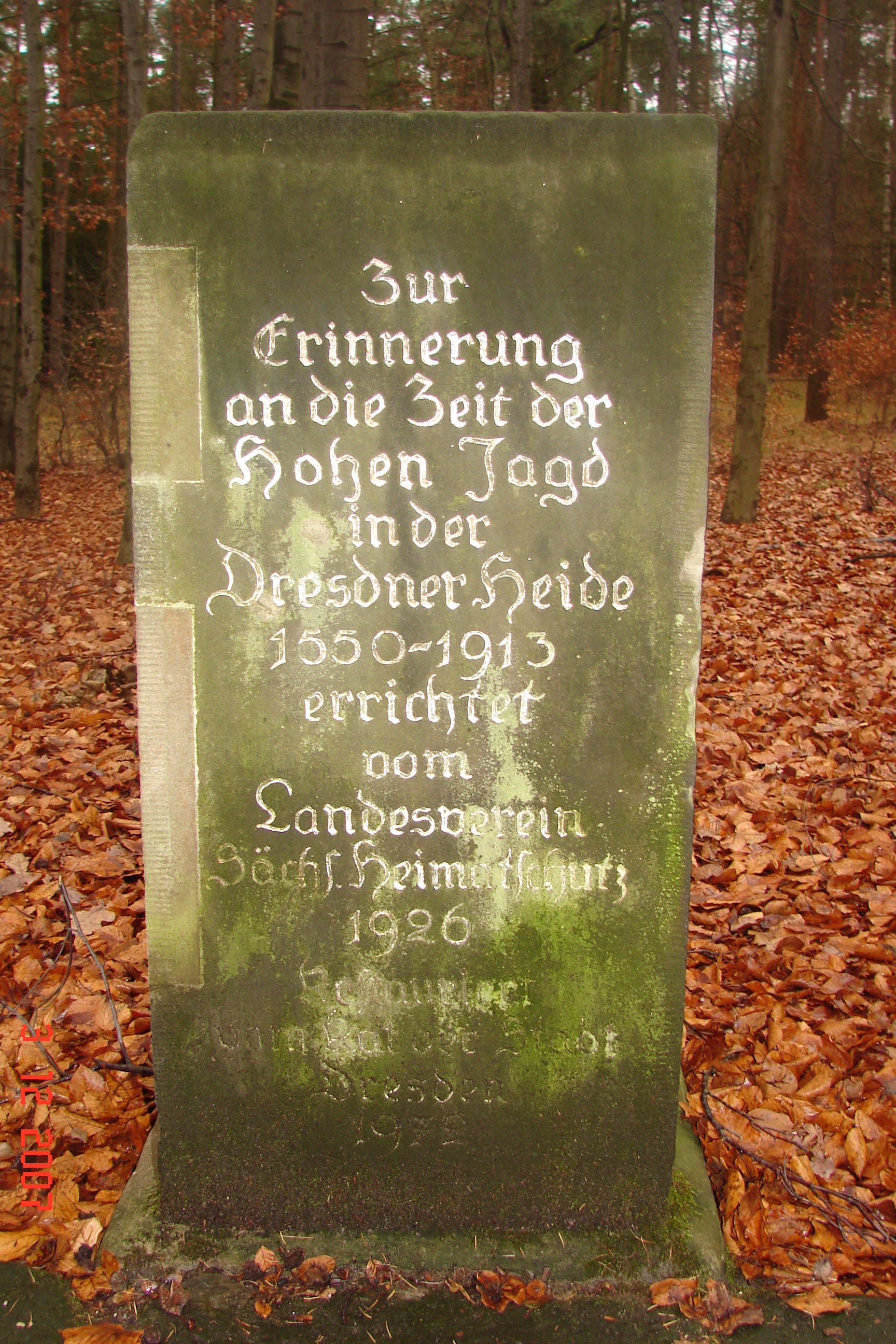
Die 1926 im Dresdner Saugarten aufgestellte Gedenksäule erinnert an die höfischen Treibjagden, die Anlage des Saugartens und das Herrenhaus von M. D. Pöppelmann.

Als Saugärten werden vier historische Wildgehege im Waldgebiet der Dresdner Heide bezeichnet. In den Saugärten wurden bis in die 1820er Jahre eingefangene Wildschweine gehalten, die dann für höfische Jagden wieder freigelassen wurden. Die Saugärten waren ummauert und enthielten ein kleines Gehöft. Ihr Boden war häufig morastig und sie wurden von je einem kleinen Bach durchzogen. Heute befinden sie sich alle auf dem Territorium der sächsischen Landeshauptstadt Dresden.

## Dresdner Saugarten

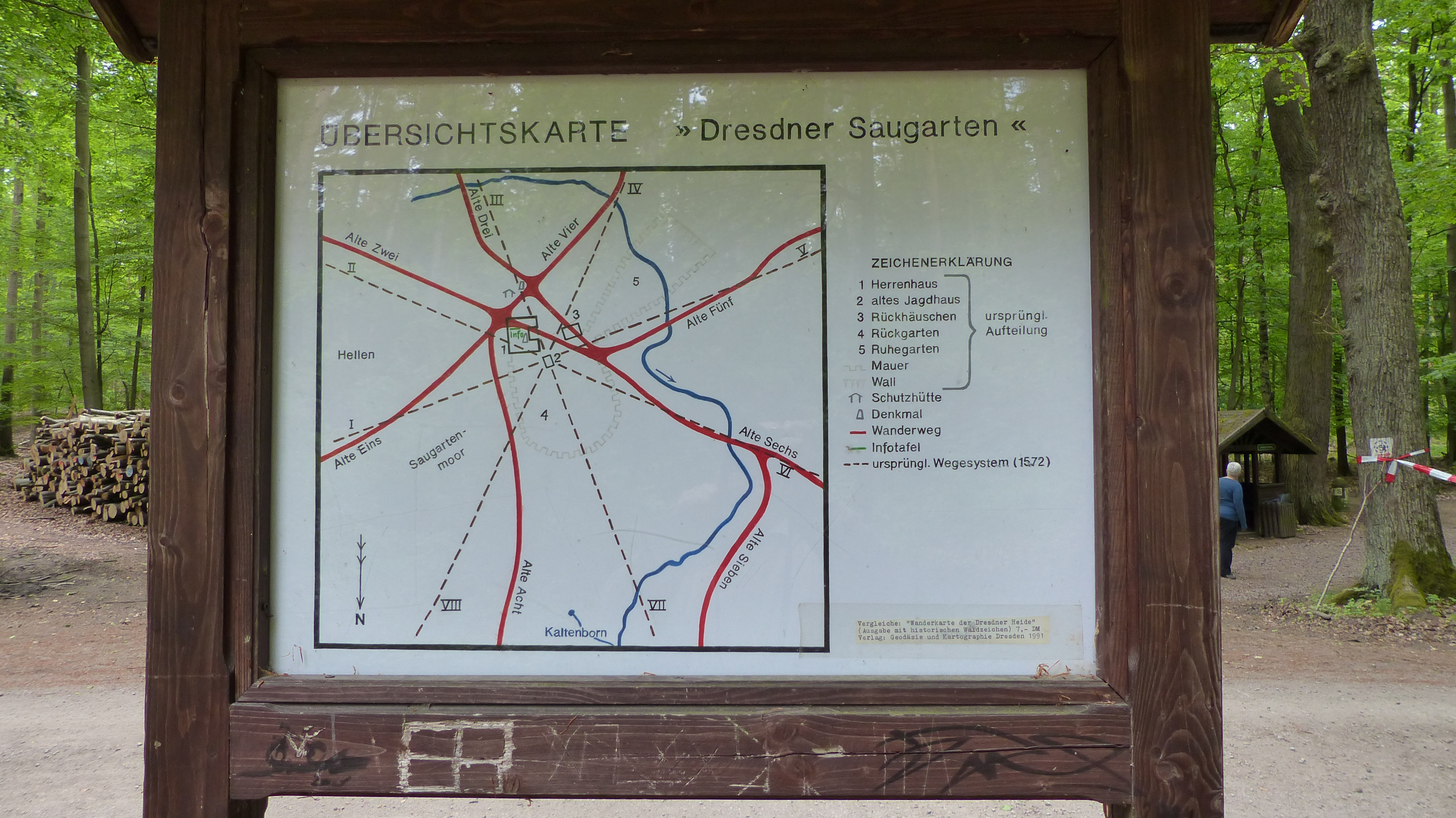
Karte vom Dresdner Saugarten

Angelegt als 0,4 Hektar großer Treybegarten um 1560, ist der Dresdner der älteste der Saugärten und war bis ins 18. Jahrhundert auch der einzige. Auf die Mitte der Dresdner Heide fiel die Auswahl des Ortes, da er der Hauptausgangspunkt der Jagden der sächsischen Kurfürsten sein sollte. In diesem Zusammenhang erschuf der Kartograf Johannes Humelius außerdem ein neues sternförmiges Wegenetz, in dessen Mittelpunkt er sich befindet. Die Zahlen 1 bis 8 auf der an diesem Ort aufgestellten Wegesäule symbolisieren jene acht von hier ausgehenden Sternflügel. Im Jahre 1710 errichtete M. D. Pöppelmann hier ein kleines Jagdschlösschen für August den Starken, dessen Abriss um 1850 erfolgte. Seine Steine fanden beim Bau der Terrassenmauern unterhalb des Schlosses Albrechtsberg eine Wiederverwendung. Der Landesverein Sächsischer Heimatschutz stiftete 1926 eine Erinnerungssäule mit Inschriften.

## Liegauer Saugarten
Nachdem der Dresdner Saugarten nicht mehr ausreichte, entstand im 18. Jahrhundert der ca. 1 Hektar große Alte Saugarten zwischen den Waldwegen „Kuhschwanz“ und „Unterringel“. Dieses später Liegauer Saugarten genannte Wildgehege liegt südlich von Liegau-Augustusbad an der Stadtgrenze, jedoch noch auf Dresdner Gebiet. An die 1876 wieder beseitigte Anlage erinnern heute ein Gedenkstein mit einem kleinen Rastplatz sowie niedrige Mauerreste.

## Langebrücker Saugarten

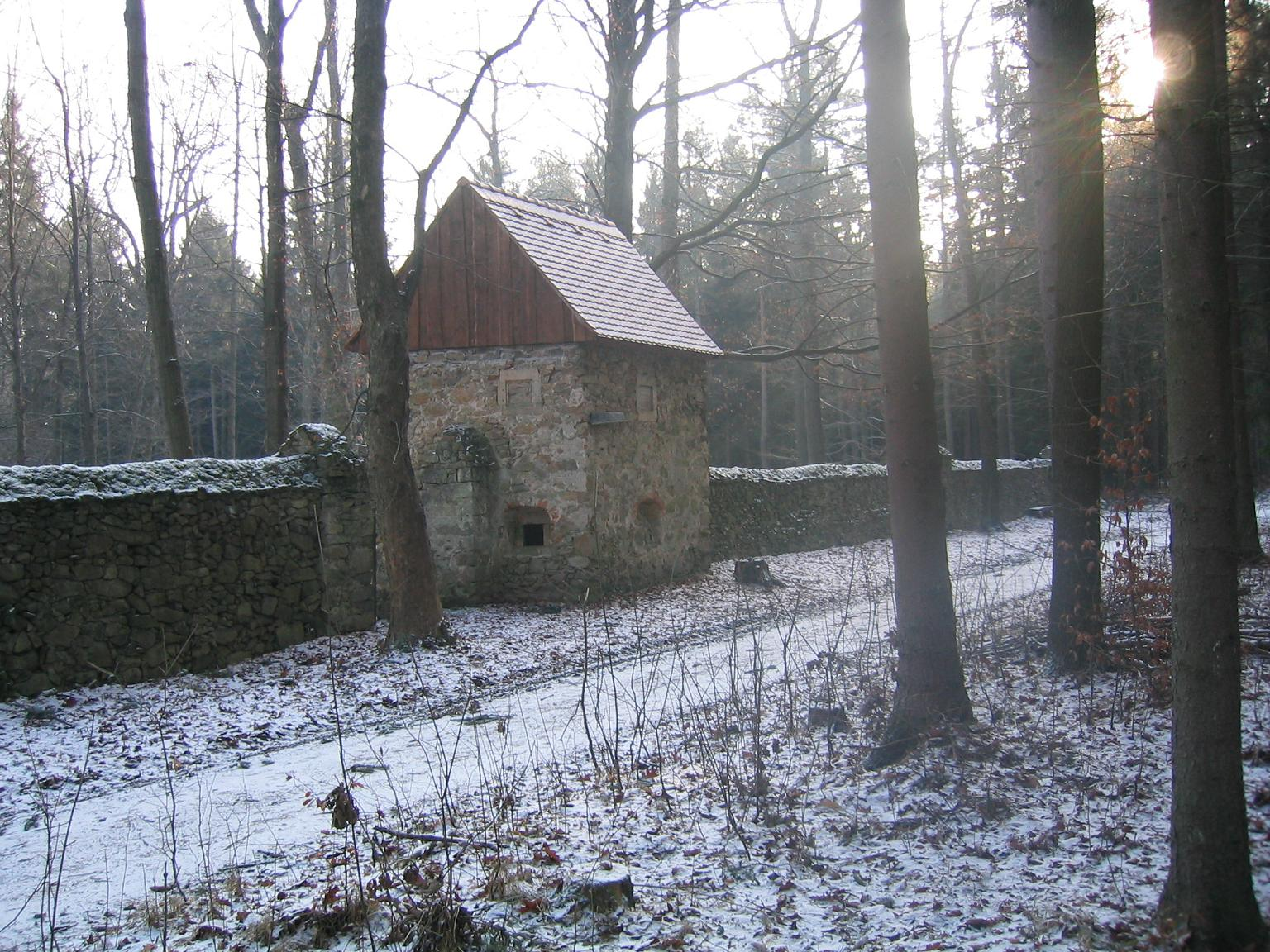
Steinmauer mit Gerätehaus am Langebrücker Saugarten

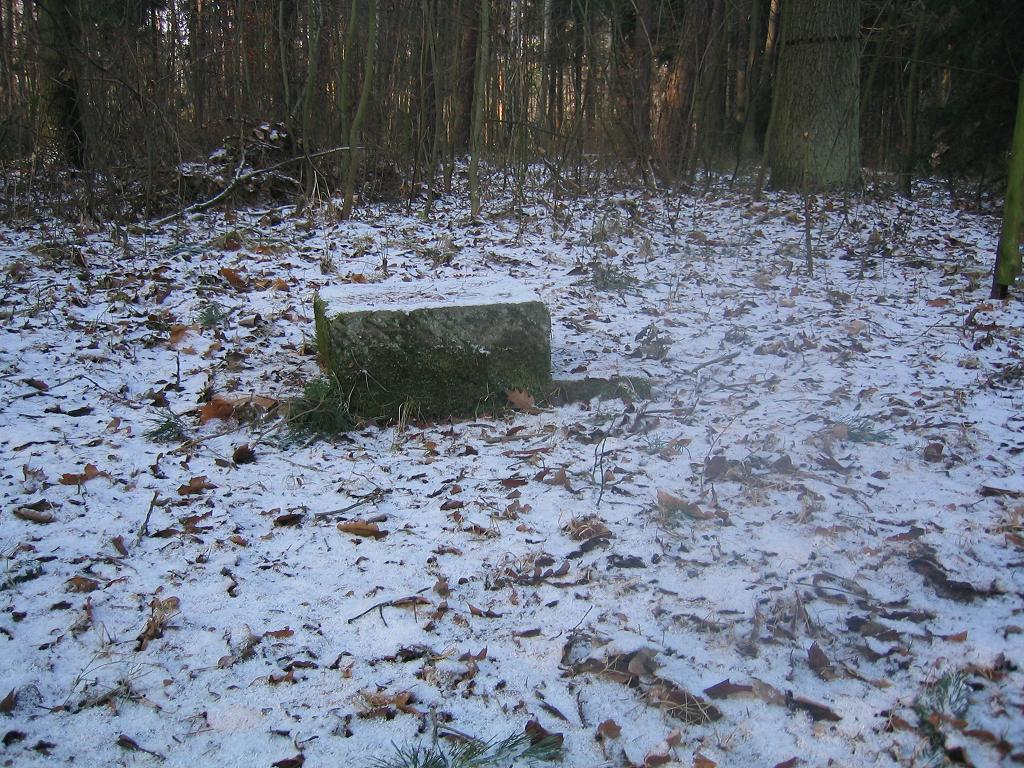
Einer der beiden Damentrittsteine im Langebrücker Saugarten

Der Langebrücker Saugarten ist der am besten erhaltene und größte der vier Saugärten. Er liegt etwa 700 Meter vom südlichen Rand der Ortschaft Langebrück entfernt. Das Gelände umfasst eine in ihrer Ausdehnung dem Dresdner Altmarkt vergleichbare Fläche von 1,27 ha und wurde 1787/88 als „Neuer Saugarten“ und insgesamt dritte Anlage dieser Art in der Dresdner Heide angelegt. Eine Steinmauer umschließt einen Teil des Saugartens. Am Sternbrückenhübelweg wurde ein noch heute existierendes Steinhaus in der Mauer eingebaut, in dem Jagdgerätschaften gelagert werden konnten.
Langebrück war ein beliebtes Ausflugsziel von Angehörigen des Dresdner Hofes, die meist im Hotel zur Post, das noch heute als Gasthof existiert, Quartier nahmen. König Friedrich August I. kam im Jahr 1818 zwei Monate lang jede Woche zweimal zur Saujagd ins Langebrücker Revier. Im 19. Jahrhundert waren die Hetzjagden aus der Mode gekommen, so dass alle Saugärten ohnehin faktisch aufgegeben wurden. In der Dorfchronik von Langebrück ist allerdings im Jahr 1883 vermerkt, dass König Albert I. während seiner Regentschaft ein- bis zweimal pro Jahr zur Jagd nach Langebrück kam.
Im Jahr 1875 wurden über 50 % der Mauersteine abgetragen, die zum Bau der Dresdner Albrechtsschlösser verwendet wurden. Bereits 1868 nutzte man Teile der Mauer nach dem Brand des Dorfes Klotzsche zu dessen Wiederaufbau. Nach 1945 wurde auf dem Gelände des Saugartens ein Gehege für Muffelwild angelegt, die übrig gebliebene Bausubstanz der Mauer wurde allerdings nicht weiter gepflegt. Der Langebrücker Saugarten wurde von 1992 bis 1994 von ABM-Kräften im Auftrag des Sächsischen Forstamtes teilsaniert. Dabei wurde die stark verfallene Mauer und das Gerätehaus erneuert und Lehrtafeln aufgestellt. 
Ebenfalls erhalten sind zwei so genannte Damentrittsteine gegenüber dem Gerätehaus. Dabei handelte es sich um treppenförmig behauene Steine, die die Damen der Jagdgesellschaften als Steighilfe beim Aufsitzen auf die Pferde benutzten.

## Lausaer Saugarten
Der manchmal auch als „Sausprudel“ bezeichnete Lausaer Saugarten entstand im 18. Jahrhundert zwischen Langebrück und Weixdorf. Benannt ist er nach Lausa, heute Teil der zu Dresden gehörenden Ortschaft Weixdorf, und liegt im südlichen Sauerbusch, an der Alten Zehn. Im Jahre 1869 abgetragen, blieben von ihm keine Reste erhalten. Die letzte Spur war eine einzelne Holzsäule, die noch Anfang des 20. Jahrhunderts bestand. Um den ehemaligen Saugarten herum verläuft heute ein kleiner Lehrpfad. Dieser führt auch zu einer volkstümlich „Pilz“ genannten Sandsteinsäule mit Holzdach, welche an die letzte Parforcejagd in der Dresdner Heide 1827 erinnert.